# Ben Davis (cultivar de pommier)
Pour les articles homonymes, voir Ben Davis et Davis.
Ben Davis est un cultivar de pommier domestique. 

## Origine
Variété répandue aux États-Unis

## Description
- Fleurs: odoriférantes

## Parenté
Descendants:
- Cortland
- Clinton
- Fyan
- Herkimr
- Saratoga
- Schenectady
- Webster
- Westchester

## Pollinisation
- Groupe de floraison: C[1].

## Résistances et susceptibilités
- Feu bactérien: peu susceptible